# 유국희
유국희(劉國熙, 1966년~)는 대한민국의 제6대  원자력안전위원회 위원장이었다.

## 학력
- 충주고등학교 졸업
- 서울대학교 원자핵공학 학사
- 한국과학기술원 대학원 핵공학 석사
- 세종대학교 기후변화특성대학원 기후변화정책학 박사

## 경력
- 과학기술처 원자력개발과, 원자력협력과, 기초연구조정관실
- 과학기술부 기초과학정책과, 원자력정책과, 공보관실
- 교육과학기술부 핵융합연구과장
- 교육과학기술부 우주개발과장
- 교육과학기술부 원자력안전과장
- 2013.5 원자력안전위원회 안전정책국 국장
- 2017.2 원자력안전위원회 기획조정관
- 2017.9 과학기술정보통신부 연구성과정책관
- 2019.2 과학기술정보통신부 대변인
- 2020.4 국립중앙과학관 관장
- 2021.12~2024.12 원자력안전위원회 위원장